# Josef Rusnak
Josef Rusnak (25 de noviembre de 1958) es un guionista y director alemán.

## Carrera
El debut de Rusnak como escritor y director fue su película Kaltes Fieber de 1984, que recibió el Deutscher Filmpreis al mejor director ese mismo año. Posteriormente, trabajó para la televisión francesa y dirigió episodios de series de televisión.
En 1997, se estrenó No Strings Attached, Quiet Days in Hollywood (protagonizada por Hilary Swank) y «Schimanski: Die Schwadron», un episodio de una película para televisión de la serie policial alemana Schimanski.
Seguidamente trabajó como director de segunda unidad en Godzilla (1998), de Roland Emmerich. Luego, Emmerich actuó como productor de la siguiente película de Rusnak, The Thirteenth Floor (1999), una nueva versión en inglés de la miniserie alemana Welt am Draht y adaptación de la novela Simulacron-3, de Daniel F. Galouye. Rusnak también escribió el guion.
Sus siguientes trabajos como director fueron los filmes The Contractor (2007), The Art of War II: Betrayal (2008) y It's Alive (2009), una nueva versión de la película de terror de 1974.
Más tarde dirigió el drama Valerie (2019, protagonizado por Franka Potente y Beyond (2012).
Rusnak estuvo casado con la actriz Claudia Michelsen hasta 2001. Tuvieron una hija, nacida en 1996.

## Filmografía
- Kaltes Fieber (1984)
- No Strings Attached (1997)
- Quiet Days in Hollywood (1997)
- Schimanski (episodio «Die Schwadron») (1997)
- The Thirteenth Floor (1999)
- The Contractor (2007)
- The Art of War II: Betrayal (2008)
- It's Alive (2009)
- Valerie (también conocida como Small Lights) (2010)
- Perfect Life (2010)
- Beyond (2012)
- Berlin, I Love You (2019)